# Carlo Mazza
brasão
Carlo Mazza (Entratico, 7 de janeiro de 1942) é um clérigo italiano e bispo católico romano emérito de Fidenza.
Carlo Mazza foi ordenado sacerdote para a Diocese de Bérgamo em 21 de dezembro de 1968.
Papa Bento XVI nomeou-o Bispo de Fidenza em 1 de outubro de 2007. O arcebispo de Bolonha, cardeal Carlo Caffarra, o consagrou bispo em 1º de dezembro do mesmo ano; Os co-consagradores foram Giuseppe Betori, Secretário Geral da Conferência Episcopal Italiana, Salvatore Boccaccio, Bispo de Frosinone-Veroli-Ferentino, Josef Clemens, Secretário do Pontifício Conselho para os Leigos, e Roberto Amadei, Bispo de Bérgamo. Seu lema era Omnia cooperantur in bonum.
O Papa Francisco aceitou sua aposentadoria em 17 de março de 2017.